# Muhlenbergia
Muhlenbergia (synoniemen: Bealia, Blepharoneuron, Pereilema, Redfieldia, Schaffnerella, Schedonnardus) is een geslacht uit de grassenfamilie (Poaceae). De soorten van dit geslacht komen voor in gematigd Azië, tropisch Azië, Oceanië, Noord-Amerika en Zuid-Amerika.

## Soorten
Van het geslacht zijn de volgende soorten bekend:
- Muhlenbergia acuminata
- Muhlenbergia affinis
- Muhlenbergia aguascalientensis
- Muhlenbergia alamosae
- Muhlenbergia alpestre
- Muhlenbergia alta
- Muhlenbergia ambigua
- Muhlenbergia andina
- Muhlenbergia angustata
- Muhlenbergia angustifolia
- Muhlenbergia annua
- Muhlenbergia anomala
- Muhlenbergia appressa
- Muhlenbergia arenacea
- Muhlenbergia arenicola
- Muhlenbergia argentea
- Muhlenbergia arisanensis
- Muhlenbergia aristata
- Muhlenbergia aristulata
- Muhlenbergia arizonica
- Muhlenbergia arsenei
- Muhlenbergia articulata
- Muhlenbergia aspera
- Muhlenbergia asperifolia
- Muhlenbergia atacamensis
- Muhlenbergia attenuata
- Muhlenbergia aurea
- Muhlenbergia berlandieri
- Muhlenbergia berteroniana
- Muhlenbergia beyrichiana
- Muhlenbergia biloba
- Muhlenbergia bourgaei
- Muhlenbergia bourgeaei
- Muhlenbergia brachyelytrum
- Muhlenbergia brachyphylla
- Muhlenbergia brandegeei
- Muhlenbergia brandegei
- Muhlenbergia brasiliensis
- Muhlenbergia breviaristata
- Muhlenbergia breviculmis
- Muhlenbergia brevifolia
- Muhlenbergia breviligula
- Muhlenbergia brevis
- Muhlenbergia breviseta
- Muhlenbergia brevivaginata
- Muhlenbergia buckleyana
- Muhlenbergia bushii
- Muhlenbergia cajamarcensis
- Muhlenbergia calcicola
- Muhlenbergia californica
- Muhlenbergia capillaris
- Muhlenbergia capillipes
- Muhlenbergia carinata
- Muhlenbergia caxamarcensis
- Muhlenbergia ciliata
- Muhlenbergia circinata
- Muhlenbergia cleefi
- Muhlenbergia cleefii
- Muhlenbergia clomena
- Muhlenbergia coerulea
- Muhlenbergia coloradensis
- Muhlenbergia comata
- Muhlenbergia commutata
- Muhlenbergia confusa
- Muhlenbergia crinita
- Muhlenbergia crispiseta
- Muhlenbergia cualensis
- Muhlenbergia curtifolia
- Muhlenbergia curtisetosa
- Muhlenbergia curviaristata
- Muhlenbergia curvula
- Muhlenbergia cuspidata
- Muhlenbergia debilis
- Muhlenbergia decumbens
- Muhlenbergia densiflora
- Muhlenbergia depauperata
- Muhlenbergia diehlii
- Muhlenbergia diffusa
- Muhlenbergia distans
- Muhlenbergia distichophylla[1]
- Muhlenbergia divaricata
- Muhlenbergia diversiglumis
- Muhlenbergia dubia
- Muhlenbergia dubioides
- Muhlenbergia dumosa
- Muhlenbergia durangensis
- Muhlenbergia duthieana
- Muhlenbergia elata
- Muhlenbergia elegans
- Muhlenbergia elongata
- Muhlenbergia eludens
- Muhlenbergia emersleyi
- Muhlenbergia emersleyoides
- Muhlenbergia enervis
- Muhlenbergia erecta
- Muhlenbergia erectifolia
- Muhlenbergia eriophhylla
- Muhlenbergia eriophylla
- Muhlenbergia exilis
- Muhlenbergia expansa
- Muhlenbergia fastigiata
- Muhlenbergia filiculmis
- Muhlenbergia filiformis
- Muhlenbergia filipes
- Muhlenbergia firma
- Muhlenbergia flabellata
- Muhlenbergia flavida
- Muhlenbergia flaviseta
- Muhlenbergia flexuosa
- Muhlenbergia foliosa
- Muhlenbergia fournieriana
- Muhlenbergia fragilis
- Muhlenbergia frondosa
- Muhlenbergia gigantea
- Muhlenbergia glabra
- Muhlenbergia glabrata
- Muhlenbergia glabriflora
- Muhlenbergia glabrifloris
- Muhlenbergia glauca
- Muhlenbergia glomerata
- Muhlenbergia gracilis
- Muhlenbergia gracillima
- Muhlenbergia grandis
- Muhlenbergia gypsophila[1]
- Muhlenbergia hakonensis
- Muhlenbergia herzogiana
- Muhlenbergia himalayensis
- Muhlenbergia hintonii[1]
- Muhlenbergia holwayorum
- Muhlenbergia huachucana
- Muhlenbergia huegelii[1]
- Muhlenbergia idahoensis
- Muhlenbergia implicata
- Muhlenbergia inaequalis
- Muhlenbergia involuta
- Muhlenbergia iridifolia
- Muhlenbergia jaime-hintonii
- Muhlenbergia jaliscana
- Muhlenbergia japonica
- Muhlenbergia jonesii
- Muhlenbergia kunthii
- Muhlenbergia lanata
- Muhlenbergia lateriflora
- Muhlenbergia laxa
- Muhlenbergia laxiflora
- Muhlenbergia lehmanniana
- Muhlenbergia lemmonii
- Muhlenbergia leptoura
- Muhlenbergia ligularis
- Muhlenbergia ligulata
- Muhlenbergia lindheimeri
- Muhlenbergia littoralis
- Muhlenbergia longiglumis
- Muhlenbergia longiligula
- Muhlenbergia longiseta
- Muhlenbergia longistolon
- Muhlenbergia lucida
- Muhlenbergia lycuroides
- Muhlenbergia macrotis
- Muhlenbergia macroura
- Muhlenbergia madrensis
- Muhlenbergia magna
- Muhlenbergia majalcensis
- Muhlenbergia marshii
- Muhlenbergia matudae
- Muhlenbergia maxima
- Muhlenbergia metcalfei
- Muhlenbergia metcalfi
- Muhlenbergia mexicana[1]
- Muhlenbergia meziana
- Muhlenbergia michisensis
- Muhlenbergia microsperma
- Muhlenbergia minuscula
- Muhlenbergia minutiflora
- Muhlenbergia minutissima
- Muhlenbergia mollicoma
- Muhlenbergia monandra
- Muhlenbergia montana
- Muhlenbergia monticola
- Muhlenbergia mucronata
- Muhlenbergia multinodis
- Muhlenbergia mundula
- Muhlenbergia mutica
- Muhlenbergia nana
- Muhlenbergia nebulosa
- Muhlenbergia nigra
- Muhlenbergia orophila
- Muhlenbergia palmeri
- Muhlenbergia palmirensis
- Muhlenbergia palustris
- Muhlenbergia parishii
- Muhlenbergia parryi
- Muhlenbergia parviglumis
- Muhlenbergia pauciflora
- Muhlenbergia pectinata
- Muhlenbergia pendula
- Muhlenbergia peruviana
- Muhlenbergia phleoides
- Muhlenbergia pilosa
- Muhlenbergia pittieri
- Muhlenbergia plumbea
- Muhlenbergia polycaulis[1]
- Muhlenbergia polypogonoides
- Muhlenbergia polystachya
- Muhlenbergia porteri
- Muhlenbergia presliana
- Muhlenbergia pringlei
- Muhlenbergia pubescens
- Muhlenbergia pubigluma[1]
- Muhlenbergia pulcherrima
- Muhlenbergia pungens
- Muhlenbergia purpurea
- Muhlenbergia purpusii
- Muhlenbergia pusilla
- Muhlenbergia quadridentata[1]
- Muhlenbergia quitensis
- Muhlenbergia racemosa
- Muhlenbergia ramosa
- Muhlenbergia ramosissima
- Muhlenbergia ramulosa
- Muhlenbergia rara
- Muhlenbergia rariflora
- Muhlenbergia reederorum[1]
- Muhlenbergia repens
- Muhlenbergia reverchonii[1]
- Muhlenbergia richardsonis[1]
- Muhlenbergia rigens
- Muhlenbergia rigida
- Muhlenbergia robusta
- Muhlenbergia scabra
- Muhlenbergia schaffneri
- Muhlenbergia schmitzii
- Muhlenbergia schreberi
- Muhlenbergia sciurea
- Muhlenbergia scoparia
- Muhlenbergia seatoni[1]
- Muhlenbergia sericea
- Muhlenbergia setarioides
- Muhlenbergia setifolia
- Muhlenbergia setigera
- Muhlenbergia setiglumis
- Muhlenbergia setosa
- Muhlenbergia shepherdi
- Muhlenbergia simplex
- Muhlenbergia sinuosa
- Muhlenbergia sobolifera
- Muhlenbergia speciosa
- Muhlenbergia spiciformis
- Muhlenbergia straminea
- Muhlenbergia stricta
- Muhlenbergia strictior[1]
- Muhlenbergia subalpina
- Muhlenbergia subaristata
- Muhlenbergia subbiflora
- Muhlenbergia sylvatica
- Muhlenbergia tenella
- Muhlenbergia tenuiflora
- Muhlenbergia tenuifolia
- Muhlenbergia tenuissima[1]
- Muhlenbergia texana
- Muhlenbergia thurberi
- Muhlenbergia torreyana
- Muhlenbergia torreyi
- Muhlenbergia trichopodes
- Muhlenbergia trifida
- Muhlenbergia umbrosa
- Muhlenbergia uniflora
- Muhlenbergia utilis
- Muhlenbergia vaginata
- Muhlenbergia vaseyana
- Muhlenbergia venezuelae[1]
- Muhlenbergia versicolor
- Muhlenbergia vilfa
- Muhlenbergia villiflora
- Muhlenbergia villosa
- Muhlenbergia virescens
- Muhlenbergia virletii[1]
- Muhlenbergia watsoniana
- Muhlenbergia wolfii
- Muhlenbergia wrightii
- Muhlenbergia xanthodas[1]
- Muhlenbergia xerophila